# Визировка (Грузия)
Визировка (груз. ვიზიროვკა) — село в Тетрицкаройском муниципалитете края Квемо-Картли Грузии.

## География
Расположено на южном склоне хребта Бедени на высоте до 1400 м над уровнем моря, в верховье реки Асланка (бассейн реки Храми). В 18 км от города Тетри-Цкаро.

## История
Основано во второй половине XIX века, на землях князя Баратова, греками переселенцами из Гюмишханского округа Трапезундской области.

## Демография
Переписи 2014 года, в селе никто не живёт.
| Год переписи | Населения | Мужчины | Женщины |
| ------------ | --------- | ------- | ------- |
| 2002         | 0         | 0       | 0       |
| 2014         | 0         | 0       | 0       |